# Naenaria ampingensis
Naenaria ampingensis är en stekelart som först beskrevs av Tohru Uchida 1932.  Naenaria ampingensis ingår i släktet Naenaria och familjen brokparasitsteklar. Inga underarter finns listade i Catalogue of Life.